# هوراس جونز (مهندس معماري)
كان السير هوراس جونز (بالإنجليزية: Horace Jones)‏ (20 مايو 1819 - 21 مايو 1887) مهندسًا معماريًا إنجليزيًا اشتهر بشكل خاص بعمله كمهندس معماري ومساح لمدينة لندن من عام 1864 حتى وفاته. شغل منصب رئيس المعهد الملكي للمهندسين المعماريين البريطانيين من عام 1882 حتى عام 1884، وحصل على لقب فارس في عام 1886. وقد تم الانتهاء من عمله الأكثر شهرة، جسر البرج، بعد وفاته.